# Сен Пјер и Микелон
Сен Пјер и Микелон (фр. Saint-Pierre-et-Miquelon) је острвска територија у северном Атлантику, 25 километара јужно од острва Њуфаундленд (Канада). Територија је под француским суверенитетом и део је Европске уније.

## Географија
Острва имају укупну површину од 242 km² и 7.012 становника. Архипелаг се састоји од острва Сен Пјер (26 km²), Микелон (110 km²), Лангладе (91 km²) и неких мањих острва. Некада су Микелон и Лангладе били раздвојена острва, док су данас спојени копненом превлаком и заједно се називају Микелон. На Сен Пјеру живи 6.100 становника (главни град је место Сен Пјер), док на Микелону живи 900 људи.

## Историја
Сен Пјер и Микелон су последњи мали остатак некадашње колоније Нова Француска.
Име Острво Сен Пјер дао је поморац Жак Картје када је прошао поред острва 1536. Пре тога, острва су се звала Архипелаг једанаест хиљада девица, име које им је дао португалски истраживач Жозе Алварез Фагуендес, 1520, на дан Свете Урсуле.
Напади Британаца крајем 17-ог века су натерали француске досељенике да напусте ова острва. Острва су мењала власника све до 1815, од када се овде усталила француска власт и почео период релативног благостања заснован на рибарству. Значај рибарства је опао крајем 19. века и острва су запала у економску депресију. Кратак период економске експанзије је уследио 1920-их за време прохибиције алкохола у САД. Тада је Сен Пјер био центар кријумчарења алкохола.